# Bombardeo del mercado del campo de refugiados de Jabalia
El bombardeo del mercado del campo de refugiados de Jabalia fue un ataque aéreo llevado a cabo por la Fuerzas de Defensa de Israel el 9 de octubre de 2023, en el curso de la guerra Israel-Gaza de 2023, contra un mercado en el campo de refugiados palestino de Jabalia en la Franja de Gaza, que estaba repleto de civiles en el momento del ataque. Más de sesenta personas murieron en el ataque y gran parte del mercado quedó destruido.

## Antecedentes
El mercado del campo de refugiados de Jabalia se considera una de las zonas más animadas de la Franja de Gaza. Está ubicado en el noreste de la ciudad de Gaza. Hay una zona residencial en el mercado, la zona de Al-Ternis, que se considera parte del mercado, se trata del mercado comercial más grande de Gaza. La Agencia de Naciones Unidas para los Refugiados de Palestina en Oriente Próximo (UNRWA) registró 116 011 refugiados palestinos en el campo.

## Ataques aéreos
Tras los ataques aéreos israelíes contra otras zonas de Gaza, los desplazados internos de Gaza huyeron al campamento de Jabalia. En el momento del ataque, el mercado estaba completamente lleno, con clientes y vendedores abasteciéndose de productos de primera necesidad. El ataque aéreo alcanzó la zona de al-Trans del mercado de Jabalia, una de las zonas más pobladas de Jabalia.  Otro ataque aéreo alcanzó el campo de refugiados de Al-Shati. Los supervivientes del ataque, en declaraciones a France 24, afirmaron que el ataque aéreo «alcanzó el corazón del mercado» y, inmediatamente después, hubo muchos muertos. Muchos de los cuerpos no pudieron ser recuperados en los días posteriores al ataque aéreo debido a la falta de equipo médico.
Según Hamás, cincuenta civiles murieron en el ataque y 120 resultaron heridos, muchas de ellos en estado crítico. Un rescatista que habló con el New York Times declaró que el número de muertos superaba las sesenta personas y que todo el mercado y los edificios circundantes quedaron destruidos. El Ministerio de Salud de Gaza se negó a dar una estimación completa, pero informó de «docenas» de muertos y heridos. Posteriormente modificaron el número de muertos a más de quince personas. Según el Ministerio del Interior de Gaza el ataque aéreo tuvo como objetivo inicialmente un edificio residencial perteneciente a la familia Abu Eshkayyah en el campamento central de Jabalia, lo que dejó decenas de muertos y heridos.
El gobierno israelí afirmó que el ataque aéreo tuvo como objetivo elementos de Hamás ubicados en una mezquita en el campamento de Jabalia.
Un segundo ataque aéreo contra el campamento de Jabalia el 12 de octubre alcanzó un edificio residencial, destruyó varios apartamentos y mató a varias personas de dos familias. El Ministerio del Interior de Gaza informó que cuarenta y cinco personas murieron y al menos otras cuatro resultaron heridas. Algunos se refugiaban allí después de haber sido desplazados de Beit Hanoun.